# Cubillejo del Sitio
Cubijello del Sitio es una localidad española del municipio de Molina de Aragón, perteneciente a la provincia de Guadalajara, en la comunidad autónoma de Castilla-La Mancha.

## Historia
Antiguamente recibió el nombre de «Cubillejo del Sicio». Hacia mediados del siglo XIX, el lugar, por entonces con ayuntamiento propio, tenía contabilizada una población de 185 habitantes. Aparece descrito en el séptimo volumen del Diccionario geográfico-estadístico-histórico de España y sus posesiones de Ultramar de Pascual Madoz de la siguiente manera:

CUBILLEJO DEL SICIO: l. con ayunt. en la prov. de Guadalajara (24 leg.), part. jud. de Molina (2), aud. terr. de Madrid (34), c. g. de Castilla la Nueva, dióc. de Sigüenza (12): sit. en la falda de una sierra, y combatido principalmente por los vientos N. y E.; goza de clima frio, pero sano: tiene 40 casas; la de ayunt. que sirve de cárcel; escuela de instruccion primaria concurrida por 30 alumnos á cargo de un maestro dotado con 15 fan. de trigo; hay una igl. parr. (San Ildefonso) servida por un cura de provision real y ordinaria previo concurso. térm. confina con los de Tortuera, Cubillejo de la Sierra, Anchuela y Rueda; dentro de él se encuentran dos fuentes de buenas aguas que aprovecha el vecindario para su consumo doméstico y abrevadero de los ganados; hay tambien tres ermitas dedicadas á la Soledad, San Esteban y San Gregorio: el terreno, que participa de quebrado y llano, es arenoso y con bastante guijo; comprende dos montes poblados de encina y roble con alguna mata baja, y buenos pastos. caminos; los locales y el que dirige á Molina, todos de herradura y en mediano estado: correo: se recibe y despacha en la adm. de Molina martes, jueves, sábado y domingo, por un vec. encargado de su conduccion. prod.: trigo , centeno, cebada, avena, yeros, guijas y lentejas; se cria ganado lanar y cabrio, y las caballerías necesarias para la labor: caza de liebres y conejos. ind.: la agrícola. comercio: esportacion de algun ganado y venta del sobrante de frutos en los mercados de Molina, donde se surten los vec. de los demas art. que les faltan. pobl.: 51 vec., 185 alm. cap. prod.: 871,250 rs imp.: 53,700. contr.: 3,090. presupuesto municipal: 3,000, se cubre por reparto entre los vecinos.
(Madoz, 1847, p. 197)

El municipio de Cubillejo del Sitio desapareció en 1975, al ser incorporado al término municipal de Molina.

## Demografía

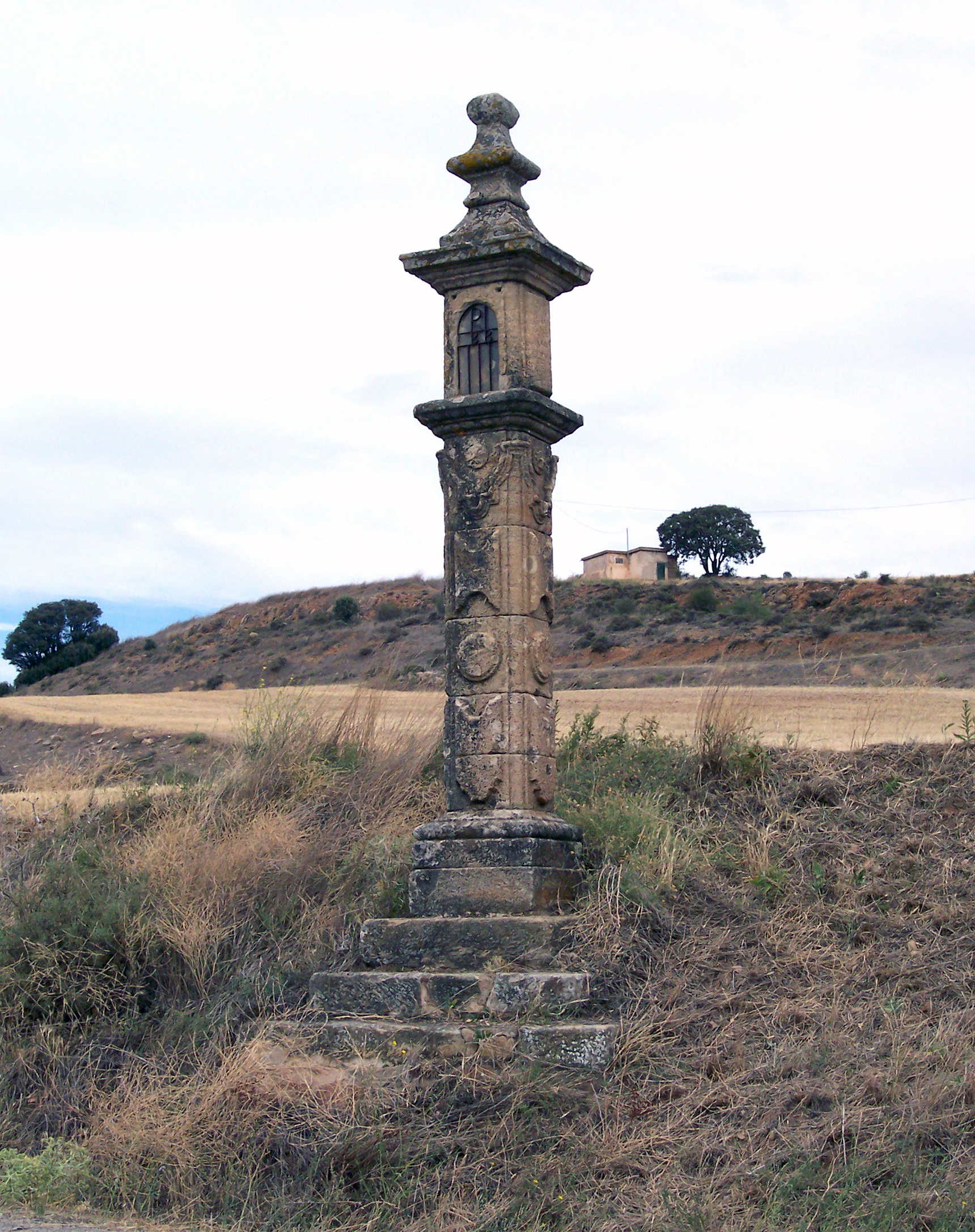
Pairón de San Juan Bautista

| Gráfica de evolución demográfica de Cubillejo del Sitio entre 1842 y 1970 |
| |
| Población de derecho según los censos de población del INE Población de hecho según los censos de población del INEEntre el censo de 1981 y el anterior, este municipio desaparece porque se integra en el municipio Molina |

## Patrimonio
- Iglesia de San Ildefonso,[2] del siglo XVI.
- Pairón de San Juan Bautista, del siglo XVII, del que existe una reproducción en el barrio de Salamanca de Madrid.
- Fuente de 1932.

## Enlaces
- Wikimedia Commons alberga una categoría multimedia sobre Cubillejo del Sitio.

- Datos: Q21003995
- Multimedia: Cubillejo del Sitio / Q21003995